# Nec (Đakovica)
Pour les articles homonymes, voir Nec.
Nec en albanais et Nec en serbe latin (en serbe cyrillique : Нец) est une localité du Kosovo située dans la commune/municipalité de Gjakovë/Đakovica, district de Gjakovë/Đakovica (Kosovo) ou de Pejë/Peć (Serbie). Selon le recensement kosovar de 2011, elle compte 253 habitants, tous albanais.

## Démographie

### Évolution historique de la population dans la localité
| 1948 | 1953 | 1961 | 1971 | 1981 | 1991 | 2011 |
| ---- | ---- | ---- | ---- | ---- | ---- | ---- |
| 167  | 222  | 218  | 222  | 277  | 281  | 253  |

|  |